# 中十津川村
中十津川村（なかとつかわむら）は奈良県吉野郡にあった村。現在の十津川村の中心部から東北東にかけての地域にあたる。

## 地理
- 山岳：行仙岳、小原峰、大森山、法転輪岳、中八人山、石佛山
- 河川：十津川

## 歴史
- 1889年（明治22年）4月1日 - 町村制の施行により、武蔵村・大野村・小原村・湯之原村・小井村・小森村の区域をもって発足。
- 1890年（明治23年）6月19日 - 十津川花園村・西十津川村・北十津川村・南十津川村・東十津川村と合併して十津川村が発足。同日中十津川村廃止。

## 名所・旧跡・観光スポット・祭事・催事
- 湯泉地温泉